# Arctische Cordillera
De Arctische Cordillera is een cordillera in het noorden van Canada die wordt gekenmerkt door een enorme, diep uitgesneden keten van gebergtes. De cordillera strekt zich uit langs de noordoostelijke flank van de Canadese Arctische Eilanden van Ellesmere-eiland in het noorden tot het meest noordoostelijke deel van het schiereiland Labrador in het zuiden. Het strekt zich uit over het grootste deel van de oostkust van Nunavut met hoge gletsjertoppen die oprijzen door ijsvelden en enkele van de grootste ijskappen van Canada, waaronder de Penny-ijskap op Baffineiland. Het wordt in het oosten begrensd door de Baffinbaai, de Straat Davis en de Labradorzee, terwijl het noordelijke deel wordt begrensd door de Noordelijke IJszee.

## Hoogste pieken
De piek Barbeau op Ellesmere-eiland is met een hoogte van 2.616 m de hoogste berg van Noord-Amerika die zich ten oosten van de Rocky Mountains bevindt. De in het Torngatgebergte gelegen Mount Caubvick is met een hoogte van 1.652 m de hoogste berg op het vasteland van Canada ten oosten van de Rockies.

## Beschermd gebied
Het meest noordelijke gedeelte van de cordillera is beschermd door het Nationaal park Quttinirpaaq. Grote delen van de tot de Arctische Cordillera behorende gebergtes op Baffineiland zijn eveneens beschermd door de nationale parken Sirmilik en Auyuittuq. Het meest zuidelijke gedeelte van de cordillera is grotendeels beschermd door het Nationaal park Torngat Mountains.